# Nifelheim
I Nifelheim sono un gruppo musicale black metal svedese, formatosi a Dals Långed nel 1990, per iniziativa del cantante Per "Hellbutcher" Gustafsson e del fratello gemello Erik "Tyrant" Gustafsson, chitarrista e bassista della band.

## Discografia

### Album in studio
- 1995 – Nifelheim
- 1998 – Devil's Force
- 2000 – Servants of Darkness
- 2007 – Envoy of Lucifer

### Raccolte
- 2003 – MCMXC - MMIII

### Ep
- 2000 – Unholy Death
- 2014 – Satanatas
- 2018 - The Burning Warpath to Hell

### Demo e split
- 1993 – Unholy Death (demo)
- 1997 – Headbangers Against Disco Vol. 2
- 2006 – Tribute to Slayer Magazine
- 2006 – Thunder Metal

## Formazione
- Hellbutcher (Per "Pelle" Gustavsson) - voce
- Tyrant (Erik Gustavsson) - basso
- Blackosh (Petr Hošek) - chitarra
- Savage Aggressor (Felipe Plaza Kutzbach) - chitarra
- Disintegrator (Eric Ljung) - batteria